# Лопатина, Зоя Яковлевна
Зоя Яковлевна Лопатина (14 июня 1932, Глубое, Центрально-Чернозёмная область — 1 октября 2023, Пушкино, Петровское сельское поселение) — передовик советского сельского хозяйства, доярка колхоза «Дружба народов» Красногвардейского района Крымской области, Герой Социалистического Труда (1973).

## Биография
Родилась в 1932 году в селе Глубое, Дмитриевского района Курской области в семье русских колхозников.
Уже в 11 лет, во время Великой Отечественной войны, она стала помогать по хозяйству и работать в местном колхозе. После войны по программе заселения Крыма вся семья переехала в село Петровка Красногвардейского района. Поступила трудиться в колхоз, работала на разных направлениях, в том числе возила на волах зерно и силос.
С 1952 года трудилась дояркой в колхозе «Дружба народов». По итогам работы в седьмой пятилетки награждена Орденом Трудового Красного Знамени, по итогам работы восьмой пятилетки представлена к награждению Орденом Ленина.
В 1973 году досрочно исполнила годовой план по надоям молока. В среднем получила по пять тысяч килограммов молока от каждой закреплённой коровы.
Указом Президиума Верховного Совета СССР от 6 сентября 1973 года за получение высоких показателей в сельском хозяйстве и рекордные показатели в сельском хозяйстве Зое Яковлевне Лопатиной было присвоено звание Героя Социалистического Труда с вручением ордена Ленина и медали «Серп и Молот».
Жила в селе Пушкино Красногвардейского района республики Крым. Скончалась в октябре 2023 года.

## Память
- На жилом доме, где жила герой, установлена памятная мемориальная доска[5].

## Награды
За трудовые успехи была удостоена:
- золотая звезда «Серп и Молот» (06.09.1973)
- два ордена Ленина (08.04.1971, 06.09.1973)
- Орден Трудового Красного Знамени (22.03.1966)
- другие медали.